# Szyba
Szyba – przezroczysta tafla, zwykle szklana, przymocowana do ramy lub uchwytu. Najczęściej umieszczana w oknie bądź w drzwiach.

## Dawna metoda wytwarzania szyb okiennych
Technika wytwarzania cienkich, płaskich szyb okiennych została udoskonalona w XIV wieku we francuskiej Normandii. Rzemieślnicy wydmuchiwali wówczas pojedyncze szyby, zwane gomółkami szklanymi. Wytrawny szklarz był w stanie wydmuchać około tuzina szyb dziennie i dlatego w średniowieczu szklane okna były kosztownym luksusem.
Aby wydmuchać szybę, należy najpierw wydmuchać rozgrzane szkło w dużą bańkę za pomocą piszczeli szklarskiej. Następnie bańkę spłaszcza się i przyczepia do końcówki żelaznego pręta o nazwie przylepiak, który rzemieślnik obraca najszybciej, jak potrafi.
Spłaszczona bańka szkła rozkłada się jak wachlarz i tworzy koło o średnicy od 1 do 2 m. Z okrągłych, płaskich tafli szkła, odpowiednio przyciętych, wyrabiano małe okienka, przeznaczone głównie dla kościołów. „Wole oko” w środku koła było najmniej przezroczyste, ale wykorzystywano i te fragmenty, ponieważ szyby były bardzo drogie.

## Rodzaje szyb
Szyby mogą występować w następujących rodzajach:

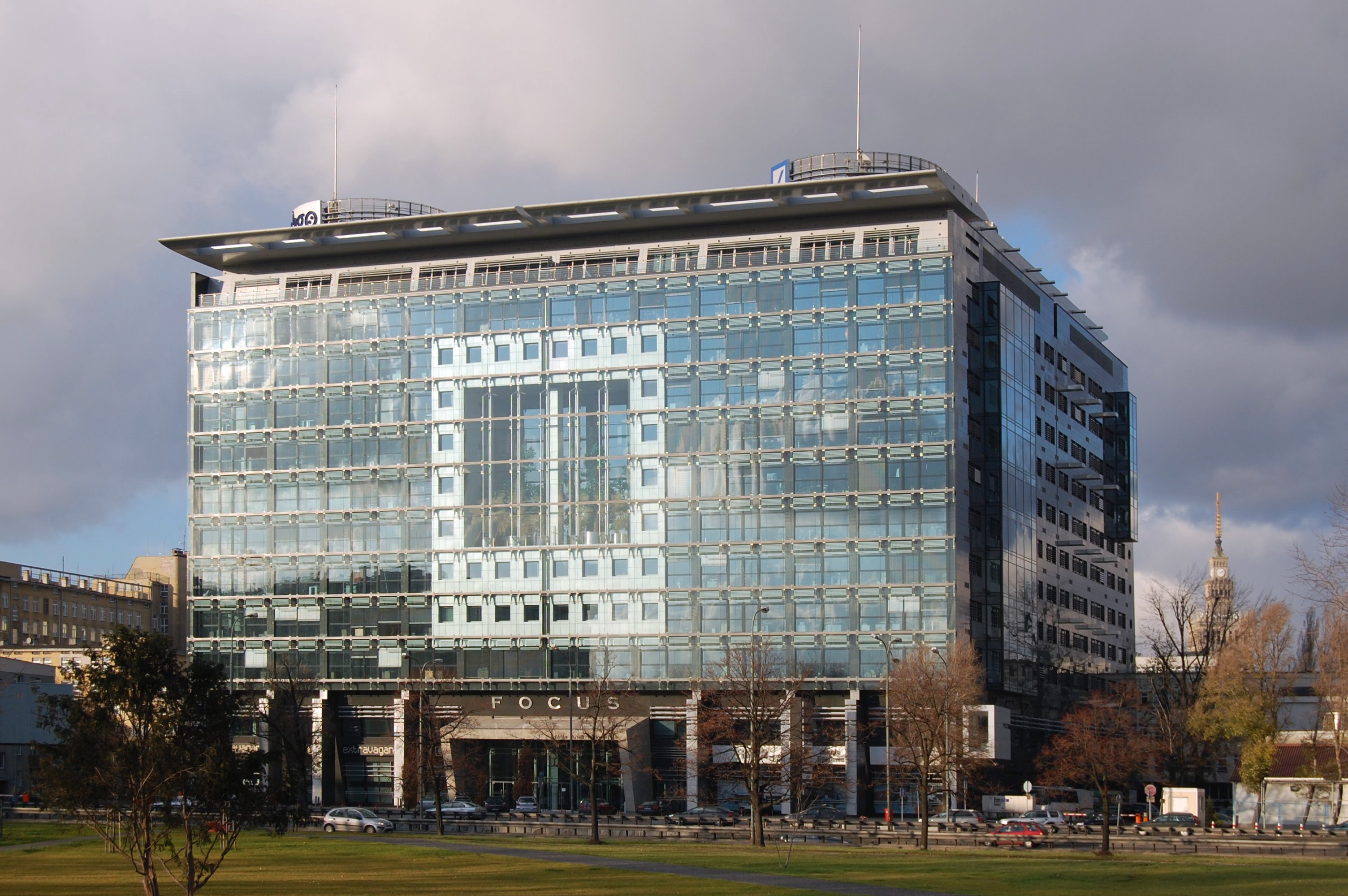
Szyby jako materiał okładzinowy
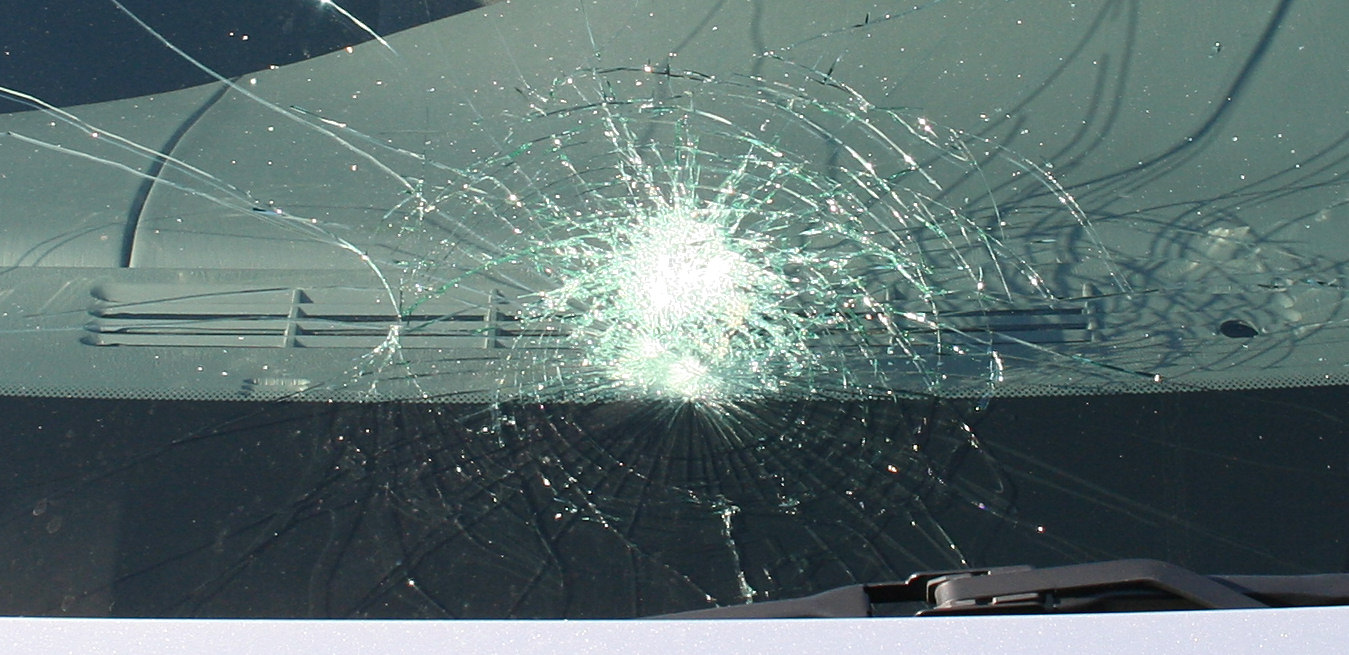
szyba zwykła
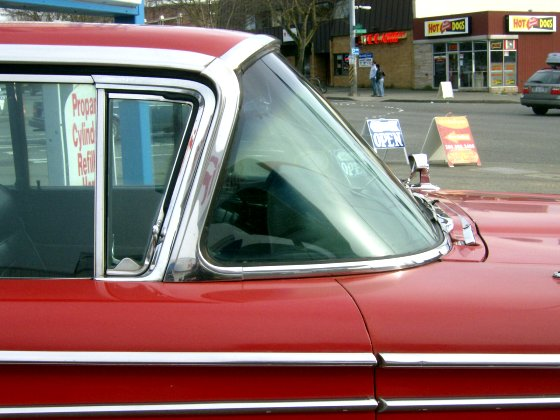
szyba ciepłochłonna
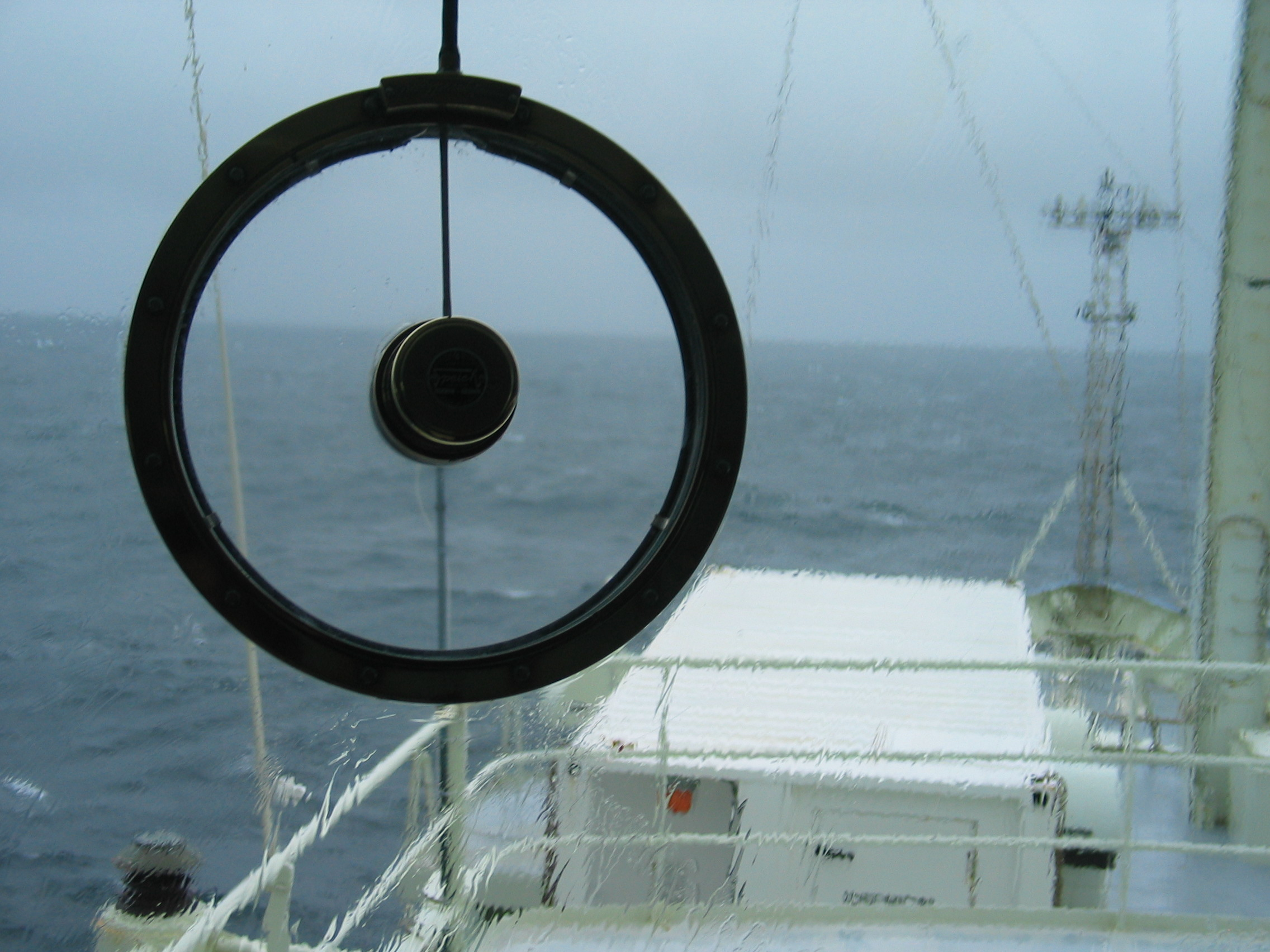
szyba dźwiękochłonna
- szyba bezpieczna
- szyba pancerna
- szyba absorpcyjna
- szyba refleksyjna
- szyba samochodowa